# Hokkaido Gals Are Super Adorable!
Hokkaido Gals Are Super Adorable! (яп. 道産子ギャルはなまらめんこい Досанко гяру ва намарамэнкой, «Гяру с Хоккайдо очень красивая») — японская манга, написанная и проиллюстрированная мангакой под псевдонимом Кай Икада. История рассказывает о столичном подростке, который переезжает в самую северную префектуру Японии — Хоккайдо, и встречает девушку, непохожую на всех, кого он встречал раньше.
С сентября 2019 года по сентябрь 2024 года манга бесплатно публиковалась в приложении и на сайте Shōnen Jump+, к ноябрю 2024 года издательство Shueisha собрало главы в четырнадцать томов-танкобонов. Shueisha также бесплатно публикует серию на английском языке в приложении и на сайте Manga Plus. Аниме-адаптация сериала, созданная студиями Silver Link и Blade, выходила в эфир с января по март 2024 года.

## Сюжет
Подросток по имени Цубаса Сики переезжает из Токио в город Китами, расположенный на Хоккайдо. Там он знакомится со своей одноклассницей и местной жительницей — гяру Минами Фуюки, которая проникается симпатией к столичному новенькому и берёт его под своё крыло. Цубаса, замечая, насколько она отличается от других девушек, которых он встречал раньше, постепенно начинает испытывать к ней притяжение.

## Персонажи
Цубаса Сики (яп. 四季 翼 Сики Цубаса)
Сэйю: Нобунага Симадзаки
16-летний переведённый ученик из Токио, не имеющий опыта общения с девушками и считавшийся скучным среди сверстников в родном городе. Несмотря на то, что поначалу он говорил себе, что Минами не в его вкусе и её поведение аморально, со временем он понимает, что влюбился в неё, находя её прямолинейность привлекательной. Они постепенно сближаются, пока Минами помогает Цубасе привыкнуть к новой жизни на Хоккайдо. Хотя это прямо не подтверждается, флэшбеки намекают, что он происходит из богатой семьи. В конце сериала он и Минами женятся, у них рождается дочь по имени Мио, которая в последней главе показана уже взрослой — она выходит замуж.
Минами Фуюки (яп. 冬木 美波 Фуюки Минами)
Сэйю: Аянэ Сакура
16-летняя одноклассница Цубасы из старшей школы «Китами Хокурё», популярная и разговорчивая, говорит с ярко выраженным хоккайдским диалектом. Ведёт себя как типичная гяру: красит волосы в блонд, носит короткие юбки даже зимой и отказывается надевать перчатки, чтобы можно было пользоваться телефоном. Испытывает чувства к Цубасе и любит флиртовать с ним, чтобы смутить и заставить его нервничать. Позже она выходит за него замуж и рожает дочь. В английском дубляже она говорит с сильным акцентом Миннесоты.
Саюри Акино (яп. 秋野 沙友理 Акино Саюри)
Сэйю: Юмири Ханамори
Одноклассница Цубасы и Минами, которая с её чёрными волосами, сдержанным характером и отказом говорить на хоккайдском диалекте является полной противоположностью Минами. Несмотря на свою замкнутость, Саюри всё же следит за социальными тенденциями, чтобы вписаться в круг сверстников. Из-за сильной потливости Саюри избегала любых физических нагрузок, а со временем начала избегать и общения в целом. Поскольку им обоим трудно сходиться с людьми, она чувствует родство с Цубасой и решает подружиться с ним и Минами. Родилась в Асахикаве и переехала в Китами, когда училась в начальной школе.
Рэна Нацукава (яп. 夏川 怜奈 Нацукава Рэна)
Сэйю: Уэда, Рэйна
Соседка Цубасы, старшеклассница на год старше него, которую Минами боготворит. У неё короткие серо-белые волосы, и считается, что она хафу. Рэна увлекается историей и учится лучше всех в классе, но на самом деле она очень застенчива, несмотря на то, что два года подряд побеждала в школьном конкурсе красоты. Она предлагает помочь Цубасе с учёбой, попросив взамен пригласить её на свидание.
Асука (яп. 飛鳥)
Сэйю: Марико Нагаи
Подруга детства Саюри, на год младше неё и Цубасы. Член школьной команды по плаванию — спортивная, с короткими волосами и смуглой кожей. Асука старается как можно больше поддерживать Саюри и её романтические чувства к Цубасе.
Хина (яп. 日菜)
Сэйю: Юрика Кубо
Подруга и одноклассница Асуки, которая называет себя самой преданной поклонницей Минами. У неё длинные волосы и большие очки. Училась в одной средней школе с Минами и одержима ею, так как та напоминает её любимого вымышленного персонажа. Хина следит за Минами в интернете и тщательно изучает всё, что с ней связано, включая Цубасу.
Такаюми Мацуо (яп. 松尾 隆弓 Мацуо Такаюми)
Сэйю: Ёсицугу Мацуока
Одноклассник Цубасы и Минами. Общительный, под школьной формой носит белую парку.
Маи Фуюки (яп. 冬木 眞衣 Фуюки Маи)
Сэйю: Эри Китамура
Мать Минами, тоже гяру.
Момоко Суюки (яп. 冬木 桃子 Суюки Момоко)
Сэйю: Рика Нагаэ
Младшая сестра Минами.
Каэдэ Ханамия (яп. 花宮 楓 Ханамия Каэдэ)
Сэйю: Ёко Имаидзуми
Строгая бабушка Цубасы, с которой он живёт на Хоккайдо.

## Производство
Автор манги Hokkaido Gals Are Super Adorable! Кай Икада (яп. 伊科田海) родом из Китами, где происходит действие манги. В оригинальном японском названии «Досанко гяру ва намарамэнкой» досанко — это слово, обозначающее породу пони с Хоккайдо, которое позже стало использоваться в значении «выращенный на Хоккайдо» применительно к людям; «гяру» — это субкультура; «намара» — это слово из диалекта Хоккайдо}}, означающее «очень» или «супер»; «мэнкой» означает «милый» и «очаровательный».
История манги началась с 19-страничного ваншота под названием Instant Gal Menko-chan (яп. インスタントギャルメンコちゃん Инсутанто гяру Мэнко-тян), который автор написал за пять дней для участия в «2018 Jump Scout Caravan Cup». Другой ваншот был опубликован в январе 2019 года в рамках новогоднего мероприятия Shonen Jump+ и был выбран для серийной публикации благодаря своей популярности.
Говоря о преимуществах цифровой публикации по сравнению с печатной, Икада сказал, что теперь у него есть высокая степень свободы (касательно периодичности выпуска глав, каличества страниц, жанра и методов выражения), и он получает много отзывов от читателей (в качестве примера отзывов, которые он получает, Икада привёл то, как к октябрю 2020 года благодаря Hokkaido Gals Are Super Adorable! он набрал более 36 000 подписчиков в социальной сети Twitter. Из-за проблем со здоровьем автора с апреля по май 2020 года выпуск манги приостанавливался. Первоначально главы выпускались еженедельно, но после 49-й главы, выпущенной 17 февраля 2021 года, публикация перешла на двухнедельный график. В целях подготовки к завершению серии выпуск был приостановлен с 16 августа 2023 года по 13 сентября 2023 года.

## Медиа

### Манга
Сюжет и иллюстрация — Кай Икада. Манга Hokkaido Gals Are Super Adorable! публиковалась в приложении и на веб-сайте Shōnen Jump+ с 4 сентября 2019 по 10 сентября 2024 года. На 1 ноября 2024 года её главы были опубликованы издательством Shueisha в четырнадцати бумажных танкобонах. Специальный ваншот Hokkaido Gals Are Super Adorable! был опубликован в первом номере журнала Weekly Shonen Jump за 2021 год, поступивший в продажу 7 декабря 2020 года. Издательство Shueisha начала бесплатно публиковать серию на английском языке в приложении и ан сайте Manga Plus с 1 сентября 2020 года. В марте 2025 года Seven Seas Entertainment анонсировало, что они приобрели лицензию для публикаций на английском языке в формате омнибуса 2-в-1, первый сборник планируется выпустить в декабре 2025 года.

#### Тома
| №  | Дата публикации     | ISBN                                   |
| -- | ------------------- | -------------------------------------- |
| 1  | 4 декабря 2019 года | ISBN 978-4-08-882165-8 - Главы 0–7     |
| 2  | 4 марта 2020 года   | ISBN 978-4-08-882272-3 - Главы 8–16    |
| 3  | 3 июля 2020 года    | ISBN 978-4-08-882374-4 - Главы 17–26   |
| 4  | 4 декабря 2020 года | ISBN 978-4-08-882543-4 - Главы 27–35   |
| 5  | 2 апреля 2021 года  | ISBN 978-4-08-882638-7 - Главы 36–47   |
| 6  | 4 августа 2021 года | ISBN 978-4-08-882775-9 - Главы 48–56   |
| 7  | 3 декабря 2021 года | ISBN 978-4-08-882861-9 - Главы 57–65   |
| 8  | 3 июня 2022 года    | ISBN 978-4-08-883082-7 - Главы 66–75   |
| 9  | 4 ноября 2022 года  | ISBN 978-4-08-883331-6 - Главы 76–83   |
| 10 | 3 марта 2023 года   | ISBN 978-4-08-883416-0 - Главы 84–91   |
| 11 | 4 июля 2023 года    | ISBN 978-4-08-883655-3 - Главы 92–98   |
| 12 | 4 декабря 2023 года | ISBN 978-4-08-883810-6 - Главы 99–103  |
| 13 | 2 мая 2024 года     | ISBN 978-4-08-883896-0 - Главы 104–111 |
| 14 | 1 ноября 2024 года  | ISBN 978-4-08-884263-9 - Главы 112–119 |

### Аниме
26 октября 2022 года было объявлено о создании аниме-адаптации в формате телесериала. Сериал был снят студиями Silver Link и Blade. Режиссёр — Мисудзу Хосино, под руководством сценаристки Мирай Минато. Дизайн персонажей выполнен Кацуюки Сато. Изначально адаптация была запланирована на 2023 год, но позже отложена. Премьерная трансляция состоялась с 9 января по 26 марта 2024 года на TV Tokyo и других сетях. Открывающая песня — «Namaramenkoi Gyaru» (яп. なまらめんこいギャル Намарамэнкой гяру, «Очень красивая гяру»), исполненная Масаёси Оиси, а закрывающая — «Wayawayawa-!» (яп. わやわやわー！ Ваяваява:!, «Полное безумие!»), исполненнач певицей Асакой.
Американский сервис потокового вещания видео Crunchyroll транслировал сериал по всему миру за пределами Азии. Английская озвучка с участием Мэтта Шипмана и Микаелы Крантц под руководством режиссёра дубляжа Джереми Инмана начала выходить 22 января 2024 года. YouTube-канал It's Anime начал загружать эпизоды 6 февраля 2024 года в Южной Корее.

#### Список серий
| №  | Название | Режиссёр        | Автор сценария | Раскадровщик                 | Дата премьеры        |
| -- | --- | --------------- | -------------- | ---------------------------- | -------------------- |
| 1  | Hokkaido Gals Are Super Adorable! «Досанко гяру ва намара мэнкой» (道産子ギャルはなまらめんこい)            | Мисудзу Хосино  | Мирай Минато   | Мисудзу Хосино               | 9 января 2024 года   |
| 2  | It's Super Warm Inside the Snow Fort «Камакура но тю: ва намара нукуй» (かまくらの中はなまらぬくい)         | Кэн Андо        | Нанами Хосино  | Мина Окита                   | 16 января 2024 года  |
| 3  | Akino-san Is Super Unfriendly «Акино-сан ва намара цурэнай» (秋野さんはなまらつれない)                      | Тосикацу Токоро | Мисаки Мориэ   | Тэцуро Амино                 | 23 января 2024 года  |
| 4  | Nighttime Calls Are Super Ticklish «Ёру но дэнва ва намара мо тёкой» (夜の電話はなまらもちょこい)           | Митита Сираиси  | Митико Ёкотэ   | Кодзи Ёсикава Хикару Такэути | 30 января 2024 года  |
| 5  | Super Bitter, Super Sweet «Намара нигакутэ намара амай» (なまら苦くてなまら甘い)                            | Хиромити Матано | Нанами Хосино  | Мина Окита                   | 6 февраля 2024 года  |
| 6  | Natsukawa-Senpai Is Super Good-Looking «Нацукава-сэмпай ва намара кирё: ёси» (夏川先輩はなまらきりょーよし) | Мисудзу Хосино  | Мисаки Мориэ   | Ёриасу Когава                | 13 февраля 2024 года |
| 7  | Final Exams Are Super Hard «Кимацу сикэн ва намара юрукунай» (期末試験はなまらゆるくない)                   | Наоки Хосикава  | Мисаки Мориэ   | Кодзи Ёсикава Хикару Такэути | 20 февраля 2024 года |
| 8  | Yakiniku with Friends Is Super Delish «Минна дэ якинику ва намара умай» (みんなで焼肉はなまらうまい)        | Мисудзу Хосино  | Michiko Yokote | Мина Окита                   | 27 февраля 2024 года |
| 9  | Lake Abashiri Is Super Relaxing «Абасири-ко ва намара адзумасий» (網走湖はなまらあずましい)                 | Митита Сираиси  | Michiko Yokote | Мина Окита                   | 5 марта 2024 года    |
| 10 | Time Flies Super Fast «Токи ва намара нагарасару» (時はなまら流らさる)                                      | Тосикацу Токоро | Митико Ёкотэ   | Кодзи Ёсикава Хикару Такэути | 12 марта 2024 года   |
| 11 | Youth Hits Super Hard in the Feels «Сэйсюн ттэ намара эмой» (青春ってなまらえもい)                          | Синъя Кавацура  | Нанами Хосино  | Мио Хиденио                  | 19 марта 2024 года   |
| 12 | Life Without You Feels Super Off «Кими га инай то намара идзуй» (君がいないとなまらいずい)                  | Мисудзу Хосино  | Мирай Минато   | Мина Окита                   | 26 марта 2024 года   |

### Иное медиа
Озвученная манга (vomic) Hokkaido Gals Are Super Adorable! загружалась на официальный YouTube-канал Jump Comics с 25 января 2021 года.

## Восприятие
На июнь 2021 года было продано свыше 300 тысяч томов манги. Первый танкобон, выпущенный в декабре 2019 года, сразу же был переиздан из-за большого спроса. Веб-сайт Natalie сообщил, что первый и второй тома были самыми продаваемыми мангами в сети магазинов Comic Zin в течение первой недели после их выпуска.

## Критика
Ричард Айзенбейс из Anime News Network в своей рецензии на аниме-адаптацию описывает сериал как приятное, хотя и сдержанное, романтическое шоу. Хотя Айзенбейс считал, что иногда сериал напоминает туристическую рекламу Хоккайдо, что может показаться ненужным отвлекающим фактором, он похвалил персонажей за то, что они оказались глубже, чем кажутся на первый взгляд.

## Заметки
1. ↑  Указана, как «главный режиссёр» (яп. 総監督 со: кантоку).
2. ↑  В названии используется диалектная лексика острова Хоккайдо[англ.]
3. 1 2  Телеканал «TV Tokyo» объявил о премьере сериала 8 января 2024 года в 24:30, что фактически соответствует 9 января в 12:30 ночи по Японскому стандартному времени[34]
4. ↑  Все английские названия взяты с Crunchyroll[38].
5. 1 2 3  Информация из титров серий.
6. 1 2  Этот эпизод транслировался на TV Tokyo в 12:40 ночи, с задержкой в 10 минут[39][40]
7. ↑  Этот эпизод вышел на TV Tokyo в 1:00 по японскому времени, с задержкой в 30 минут[41]